# Державний театр УНР
Державний драматичний театр Української Народної Республіки, або Український державний театр — театр, що діяв у 1919—1920 роках у місті Кам'янець-Подільськ. Художній курівник — Микола Садовський.

## Відомості
У січні 1919 р. Микола Садовський та частина акторів його театру (Театр Миколи Садовського) вирішили покинути Київ і виїхати до Вінниці — тимчасової столиці УНР.
Разом із ним виїхали Олександр Корольчук, Іван Ковалевський, Григорій Березовський, Микола Міленко, Євген Рибчинський, Трохим Івлєв, Євген Захарчук, Марія Малиш-Федорець, Єлизавета Хуторна, Марфа Марченко (Березовська), Ніна Горленко, Валентина Іванова-Верес-Стахурова, Марія Лебедєва, Валентина Терентьєва, Леся Кривицька, Павло Чугай, Іван Сагайдачний, драматург Спиридон Черкасенко, Євгенія Іванова-Черкасенко (дружина С. Черкасенка).
Актори зіграли у Вінниці кілька вистав, потім слідом за Директорією УНР переїхали до Кам'янця-Подільського. Тут театр став називатись «Державний драматичний театр УНР». Заступником керівника з мистецької частини став Олесандр Корольчук, помічником режисера працював Федір Гай-Гаєвський.  
Театр у місті діяв з першої половини 1919 по травень 1920 року. Перша рецензія у кам'янецькій пресі про виступи театру появилась 18 липня 1919 р. і була присвячена виставі «Суєта» за п'єсою Івана Карпенка-Карого.

## Репертуар
- «Гетьман Дорошенко» та «Останній сніп» Л. Старицької-Черняхівської
- «Наталка-Полтавка» І. Котляревського
- «Запорожець за Дунаєм» С. Гулака-Артемовського
- «Катерина» М. Аркаса
- «Зимовий вечір» та «За двома зайцями» М. Старицького
- «Суєта», «Мартин Боруля» та «Сава Чалий» І. Карпенка-Карого
- «Степовий гість» та «Ясні зорі» Б. Грінченка
- «Лісова квітка» Л. Яновської
- «Брат на брата» Д. Грицинського
- «Бояриня» Лесі Українки
- «Казка старого млина» та «Про що тирса шелестіла» С. Черкасенка
- «Панна Мара», «Гріх» та «Молода кров» В. Винниченка.